# L'Agression
L'Agression és una pel·lícula franco-italiana de thriller del 1975 dirigida per Gérard Pirès amb un guió adaptat de The Shrewsdale Exit de John Buell. Fou projectada com a part de la selecció oficial al Festival Internacional de Cinema de Sant Sebastià 1975.

## Sinopsi
El comerciant Paul Varlin, la seva esposa Helena i la seva filla Patti es dirigeixen cap a la Grande Motte on van a passar les vacances. A la carretera, són atacats per tres motoristes que acaben provocant un accident. En la lluita següent, l'home és assotat inconscient i, al despertar, descobreix que la seva dona i la seva filla han estat violades i assassinades. Davant la incapacitat de la gendarmeria i del poder judicial per trobar ràpidament el culpable, l'home decideix trobar els 3 ciclistes i venjar la violació i la mort de la seva dona i la seva filla.

## Repartiment
- Jean-Louis Trintignant - Paul Varlin
- Catherine Deneuve - Sarah
- Claude Brasseur - André Ducatel
- Philippe Brigaud - Escudero
- Milena Vukotic - la jutgessa
- Franco Fabrizi - Sauguet
- Delphine Boffy - Patty
- Leonora Fani - Josy
- Michèle Grellier - Hélène
- Jacques Rispal - Raoul Dumouriez
- Robert Charlebois - Justin, un moter

## Sobre la pel·lícula
Jean-Louis Trintignant fou vestit a la pel·lícula per Christian Dior Monsieur i New-Man mentre que Catherine Deneuve fou pentinada per Carita i vestida per Yves Saint Laurent.